# Chile i olympiska sommarspelen 1912
Chile deltog med 14 deltagare vid de olympiska sommarspelen 1912 i Stockholm.  Ingen av landets deltagare erövrade någon medalj.